# Vier (Film)
Vier ist ein österreichischer Fernsehfilm aus der Landkrimi-Filmreihe aus dem Jahr 2021 von Marie Kreutzer mit Regina Fritsch und Julia Franz Richter als Ermittler-Duo. Nach dem Film Die Frau mit einem Schuh (2014) ist dies der zweite Landkrimi aus Niederösterreich. Premiere war am 4. November 2021 im Rahmen der Biberacher Filmfestspiele, wo der Film mit dem Fernsehbiber ausgezeichnet wurde. Die Erstausstrahlung im ORF erfolgte am 18. Jänner 2022, auf Flimmit wurde der Film am 11. Jänner 2022 veröffentlicht. Im ZDF wurde der Film erstmals am 25. Mai 2022 gezeigt.

## Handlung
In Krumau am Kamp werden nach einem Hochwasser im Keller eines alten, unbewohnten Hauses der Familie Trummler die sterblichen Überreste von drei Säuglingen entdeckt. Oberst Marion Reiter vom Landeskriminalamt Niederösterreich übernimmt die Ermittlungen, unterstützt wird sie dabei von der örtlich zuständigen Polizistin, Inspektorin Ulli Herzog.
Die Nachforschungen ergeben, dass die Kindstode der beiden Mädchen und eines später geborenen Buben rund zehn bis fünfzehn Jahre zurückliegen. Die drei wurden im Abstand von etwa einem Jahr geboren, hatten dieselbe Mutter, aber nicht denselben Vater und dürften unmittelbar nach der Geburt erstickt und an Ort und Stelle begraben worden sein. Außerdem hatte sich auf dem Hof der Trummlers vor Jahren eine Familientragödie ereignet. Tochter Claudia  verschwand 1999 als Zehnjährige spurlos, der Familienvater Erich hatte sich daraufhin erhängt. Die Mutter Marlene zog wenig später weg, neben dem Haus erbte sie Schulden, die durch den Verkauf des Hauses gedeckt wurden.
Der Wiener Arzt Benjamin Ludwig ist neuer Eigentümer des Hofs, er möchte dort seine Praxis eröffnen. Ludwig und seinen Lebensgefährten Matthias scheint die Vorgeschichte des Hauses zunächst nicht zu stören, jedoch wird Ulli Herzog Zeugin einer Panikattacke von Matthias im Keller des Hauses. Ludwig verabreicht diesem eine Beruhigungsspritze, den Grund für die wiederkehrenden Attacken will ihr Ludwig allerdings nicht verraten.
Christian Deisenberger war der Volksschullehrer von Claudia Trummler, nach dem Tod von deren Vater kümmerten er und seine verstorbene Frau sich um Marlene. Davon abgesehen hatte diese keine Kontakte im Ort. Allerdings findet sich kein neuer Eintrag im Melderegister. Vom Gynäkologen Dr. Sburny aus Gars am Kamp erfahren die Ermittler, dass Marlene nach dem Verschwinden von Claudia ein weiteres Kind wollte. Sie war deswegen im März 2002 bei ihm in der Ordination. Dabei hatte sie ihren Mädchennamen Engelmayer verwendet, unter diesem können Reiter und Herzog Marlene in Wien ausfindig machen.
Marlene ist in einer betreuten Wohngemeinschaft in Brigittenau untergebracht, derzeit allerdings zum achten Mal stationär in der psychiatrischen Abteilung im Sozialmedizinischen Zentrum Floridsdorf. Die behandelnde Ärztin ist Dr. Helene Rasic. Während sie Marlene dort sediert antreffen, erfährt Ulli von Marlenes Zimmergenossin, dass Marlene Angst davor hat, dass ihre Tochter sie findet. Am nächsten Tag gesteht die psychisch kranke Mutter den dreifachen Neonatizid. Das letzte der drei Kinder, der Bub, war nicht von ihrem Mann Erich, sondern von Deisenberger. Der hatte sich allerdings ein Mädchen gewünscht. Während Reiter den Fall als abgeschlossen betrachtet und nach St. Pölten zurückkehrt, vermutet Ulli, dass Claudia noch am Leben sein könnte, und möchte sie ausfindig machen. Ullis Kollege HP (Hans-Peter) verweist sie an den damaligen Ermittler Gruber, der ihr jedoch nicht wirklich weiterhelfen kann.
Ludwig war auf der Suche nach einem Haus im Grünen, von Matthias erhielt er den Tipp mit dem Haus in Krumau. Von Marlene erfährt Ulli schließlich, dass Claudia intersexuell geboren wurde. Deisenberger wusste ebenfalls darüber Bescheid. Claudia lief von zuhause weg und fing als Matthias ein neues Leben an. Zunächst war er in einem tschechischen Kinderheim untergebracht, später in einem Wiener Krisenzentrum, wo er für einen tschechischen Flüchtling gehalten wurde. Deisenberger hatte Matthias wiedererkannt. Von den drei anderen Kindern hatte Matthias nichts gewusst, andernfalls wäre er nicht zurückgekehrt. Ulli bringt Matthias mit seiner Mutter zusammen. Diese wirft ihm an den Kopf, dass es besser gewesen wäre, ihn ebenfalls nach der Geburt umzubringen.
Nebenhandlung
Von Ulli erfährt man, dass sie bereits zwei Fehlgeburten hatte und nunmehr zum dritten Mal schwanger ist. Während sie Angst vor einer dritten Fehlgeburt hat, erwartet ihr Ehemann Georg, dass sie nach der Geburt zu Hause bleibt und sich ausschließlich um das Kind kümmert, so wie dies bei vielen anderen Paaren im Ort der Fall ist. Mehrfach thematisiert wird auch die Beziehung des homosexuellen Paares und die Einstellung der Ortseinwohner zur Homosexualität. Während das Verhältnis von Ulli Herzog und Marion Reiter zu Beginn unterkühlt ist und Reiter hohe Anforderungen stellt, nicht zuletzt weil ihrer Ansicht nach Frauen härter arbeiten müssten als Männer, um sich zu beweisen, wird Ulli schließlich für ihre Hartnäckigkeit, die zur Aufklärung des Verschwindens von Claudia führt, gelobt. Reiter selbst hätte diesen Fall ungeklärt belassen.

## Produktion
Die Dreharbeiten fanden vom 11. März bis zum 30. Oktober 2020 in Niederösterreich und Wien statt. Aufgrund der COVID-19-Pandemie wurden die Dreharbeiten unterbrochen. Drehorte waren unter anderem Krumau am Kamp, Gars am Kamp, Altpölla und Krems an der Donau.
Produziert wurde der Film von der Film AG Produktions GmbH, der früheren Novotny & Novotny (Produzenten Alexander Glehr und Johanna Scherz). Beteiligt waren der Österreichische Rundfunk und das ZDF. Unterstützt wurde die Produktion vom Fernsehfonds Austria und dem Land Niederösterreich.
Die Kamera führte Leena Koppe. Für das Kostümbild zeichnete Monika Buttinger verantwortlich, für das Szenenbild Martin Reiter, für den Ton Claus Benischke-Lang, für das Maskenbild Verena Eichtinger und Sam Dopona und für das Casting Rita Waszilovics. Für Regisseurin und Drehbuchautorin Marie Kreutzer war dies der erste ORF-Landkrimi.

## Musik
- Heidschi Bumbeidschi, gesungen von Caroline Frank
- Take On Me, gesungen von Kyrre Kvam
- Heidschi Bumbeidschi, gesungen von Kyrre Kvam

## Rezeption
Heide Rampetzreiter schrieb in der österreichischen Tageszeitung Die Presse, dass in diesem Landkrimi die Waldviertler Landschaft eine düstere Kühle ausstrahle, die sich in den Figuren wiederfinde. Der dramaturgische Höhepunkt des Krimis erschließe sich indessen nicht ganz. Dass Ulli dafür sorge, dass sich zwei Menschen wiedersehen, wohl wissend, dass Traumata dadurch wieder aufleben, zeuge nicht von Gefühl, sondern wirke selbstgerecht. Das passe zwar ein wenig zum Bild von Landmenschen, das der Film zeichne, die schablonenhafte Zeichnung überdecke allerdings ein Thema, das Kreutzer mit viel Sensibilität anreiße: den Kinderwunsch und die damit verbundenen Ängste.
Volker Bergmeister vergab auf tittelbach.tv 4,5 von sechs Punkten (nachträglich aufgewertet auf fünf) und bezeichnete den Film als insgesamt überaus sehenswert, mit starker Musik und einer stimmigen Besetzung. Oliver Armknecht dagegen bewertete den Film auf film-rezensionen.de mit vier von zehn Punkten. Spannend würde der Krimi nie, er halte sich zudem zu oft mit Nebensächlichkeiten auf. Die schwache Auflösung tue dann ihr Übriges.
Quote
Bei der Erstausstrahlung im ORF am 18. Jänner 2022 sahen durchschnittlich 833.000 und bis zu 874.000 Personen den Film.
In Deutschland sahen den Film bei Erstausstrahlung im ZDF 4,02 Millionen Personen, der Marktanteil betrug 16,8 Prozent.

## Auszeichnungen und Nominierungen
Biberacher Filmfestspiele 2021
- Auszeichnung mit dem Fernsehbiber[3][16][17]

Romyverleihung 2022
- Nominierung in der Kategorie beliebtester Schauspieler Serie/Reihe (Laurence Rupp)[18]

Deutscher Fernsehkrimipreis 2022
- Nominierung für den Wettbewerb[19]

Thomas-Pluch-Drehbuchpreis 2022
- Nominierung für den Haupt- und Spezialpreis (Marie Kreutzer)

Fernsehfilmfestival Baden-Baden 2022
- Auszeichnung mit dem Fernsehfilmpreis (Hauptpreis) der Deutschen Akademie der Darstellenden Künste[20][21]
- Auszeichnung mit dem Sonderpreis für herausragende darstellerische Leistung (Laurence Rupp und Manuel Rubey)
- Auszeichnung mit dem Filmpreis der Studierenden (Sabine Weber, ORF und Daniel Blum, ZDF)

- Nominierung für den 3sat-Zuschauerpreis[22]